# Eduardo Hernández Moncada
Eduardo Hernández Moncada (* 24. September 1899 in Xalapa, Veracruz; † 31. Dezember 1995 in Mexiko-Stadt) war ein mexikanischer Komponist, Pianist und Dirigent.

## Leben und Wirken
Hernández Moncada, der aus einer Musikerfamilie stammte, hatte bereits als Kind Musikunterricht und betätigte sich als Musikbegleiter bei Stummfilmvorführungen in seiner Heimatstadt. Ab 1918 studierte er am Conservatorio Libre von Mexiko-Stadt bei Rafael J. Tello, Joaquín Beristáin und Aurelio Barrios y Morales. Daneben betätigte er sich als Kino- und Caféhauspianist.
1929 kam er auf Einladung von Carlos Chávez zum Orquesta Sinfónica de México, wo er bis 1936 als Pianist, danach bis 1943 als stellvertretender Direktor wirkte. 1939 wurde ihm die Leitung eines Theaterprojektes unter dem Titel Upa y Apa übertragen, an dem Künstler wie Xavier Villaurrutia, Julio Bracho, Carlos Mérida und Agustín Lazo mitwirkten. Die Musik komponierten José Rolón, Silvestre Revueltas, Candelario Huízar und Blas Galindo, Tata Nacho und Alfonso Esparza Oteo. Das Stück wurde in Mexiko-Stadt und danach in New York City aufgeführt. Im Folgejahr dirigierte er eine Reihe von Konzerten im Museum of Modern Arts. 1948 wurde er Dirigent des Orchesters des Conservatorio Nacional de Música, wo er bereits seit 1929 unterrichtet hatte. 
Seit 1944 war Hernández Moncada Chorleiter an der Ópera Nacional. 1947 gehörte er zu den Gründern der Academia de Ópera, einer Institution des Conservatorio Nacional de Música, die es Studenten des Konservatoriums ermöglichen sollte, eigene Opernaufführungen zu erarbeiten. Es wurden Opern von Giovanni Battista Pergolesi, Claude Debussy, Wolfgang Amadeus Mozart, Giacomo Puccini, Christoph Willibald Gluck und Ricardo Castro Herrera ausgeführt. Aus der Akademie, die Hernández Mancada bis 1956 leitete, gingen Sänger wie Oralia Domínguez, Hugo Avendaño und Plácido Domingo hervor.

## Werke
- Primera sinfonía für Orchester, 1942
- Antesala, Ballettpantomime für Orchester, 1952
- Costeña für Klavier, 1962
- Tres estampas marítimas für Klavier, 1969
- Rapsodia de Sotavento für Violine und Klavier, 1974
- Sonatina für Klavier, 1974
- Tres sonetos de sor Juana für Stimme und Klavier, 1979
- Tres sonetos de sor Juana für Sopran und Streichorchester, 1981

| Personendaten    | Personendaten                                 |
| ---------------- | --------------------------------------------- |
| NAME             | Hernández Moncada, Eduardo                    |
| KURZBESCHREIBUNG | mexikanischer Komponist, Pianist und Dirigent |
| GEBURTSDATUM     | 24. September 1899                            |
| GEBURTSORT       | Xalapa, Veracruz                              |
| STERBEDATUM      | 31. Dezember 1995                             |
| STERBEORT        | Mexiko-Stadt                                  |